# Cynanchum praecox
Cynanchum praecox är en oleanderväxtart som beskrevs av Rudolf Schlechter och Spencer Le Marchant Moore. Cynanchum praecox ingår i släktet Cynanchum och familjen oleanderväxter. Inga underarter finns listade i Catalogue of Life.